# Krzysztof Jarmuż
Krzysztof Jarmuż (ur. 9 lipca 1980) – polski motocyklista rajdowy, specjalista od rajdów terenowych. Od 2008 r. uczestnik Rajdu Dakar. Sporty motorowe uprawia od roku 1987. Obecnie zawodnik klubu ETC Łódź

## Osiągnięcia
- 2004 –  Wicemistrzostwo na Mistrzostwach Świata Zespołów Narodowych
- 2007 – 10. miejsce w AMV Shamrock
- 2008 – 36. miejsce w Rajdzie Dakar Series / The Central Europe Rally
- 2009 – 22. miejsce w Rajdzie Dakar
- 2010 – 27. miejsce w Rajdzie Dakar
- 2020 - 6. miejsce (Orginal by MOTUL) w Rajdzie Dakar
- 2022 - 1. miejsce (kat. FIM M4) HELLAS Rally Raid
- 2022 - 8. miejsce Breslau RALLYE
- 2022 - 1. miejsce Balkan OFFROAD RALLYE

## Starty w Rajdzie Dakar
| Rok  | Kategoria | Pojazd                | Wynik | Uwagi |
| ---- | --------- | --------------------- | ----- | ----- |
| 2009 | motocykle | Honda CRF 450X        | 22    |       |
| 2010 | motocykle | Honda CRF 450 Dakar X | 27    |       |